# Avenida Doutor Eduardo Cotching
A Avenida Doutor Eduardo Cotching é uma importante avenida do distrito de Vila Formosa, na Zona Leste de São Paulo, servindo, juntamente com a Avenida Regente Feijó e a Avenida João XXIII como corredor de ligação dos distritos de Aricanduva e Vila Formosa com outros bairros da Zona Leste e da região central da cidade. Aberta por volta de 1943, a via recebeu pavimentação asfáltica apenas em 1954 quando foi oficializada pela prefeitura. Futuramente, irá receber a Estação Vila Formosa como parte do projeto de expansão da Linha 2-Verde do Metrô, com previsão atual de inauguração em 2026.